# Лав, Миа
Людмила Бурдо «Mиа» Лав (англ. Ludmya Bourdeau "Mia" Love; 6 декабря 1975, Бруклин, Нью-Йорк — 23 марта 2025, Саратога Спрингс, Юта) — американский политик, член Палаты представителей США от 4-го избирательного округа Юты (2015—2019), представлявшая Республиканскую партию.

## Биография
Миа Лав родилась в Нью-Йорке, её родители, гаитянские иммигранты Мэри и Жан-Максин Бурдо, уехали в США по туристической визе, опасаясь преследований со стороны тонтон-макутов и оставив на родине двух старших детей. Когда Лав было пять лет, она вместе с семьей переехала в Норуолк, штат Коннектикут, где окончила школу, затем училась в Университете Хартфорда.
В 1998 году она, после перехода в мормонизм и работая стюардессой в авиакомпании Continental Airlines, переехала в Юту. Там она вышла замуж за Джейсона Лава.
В 2009 году была избрана мэром города Саратога-Спрингс.
В 2012 году, по итогам переписи населения 2010 года, в Юте был создан новый, 4-й избирательный округ. Лав выдвинула свою кандидатуру на это место, её соперником был демократ, конгрессменом от 2-го округа Джим Мэтисон. Она получила поддержку со стороны республиканских кандидатов в президенты и вице-президенты Митта Ромни и Пола Райана, а также спикера Палаты представителей Джона Бейнера, но несмотря на это проиграла с разницей всего в 768 голосов при 245 277 проголосовавших избирателей (разница составила 0,31 %).
В марте 2013 года Лав заявила, что серьёзно рассматривает повторное участие в выборах в Палату представителей. В мае того же года, она заявила, что будет в них участвовать в 2014 году. К июлю 2013 Лав уже собрала $475 000 на свою избирательную кампанию. В декабре 2013 года Мэтисон заявил, что не будет переизбираться на новый срок, и Лав стала фаворитом предвыборной гонки. В результате она одержала победу, набрав 53,76 % голосов избирателей.
8 октября 2016 года, после публикации разоблачительного видео, на котором тогдашний кандидат в президенты Дональд Трамп непристойно высказывается о женщинах, Лав публично заявила, что не будет голосовать за Трампа на президентских выборах. Кроме того, она призвала Трампа отказаться от участия в гонке ради блага Республиканской партии и страны. В то же время, согласно политическому опросу и отчётам на аналитическом сайте FiveThirtyEight, участвуя в работе 115-го Конгресса, Миа Лав голосовала в соответствии с позицией Трампа примерно в 96 % случаев.

## Болезнь и смерть
В феврале 2022 года у Лав диагностировали глиобластому, форму рака мозга, и врачи прогнозировали, что она проживёт от десяти до пятнадцати месяцев. Ей сделали операцию, в ходе которой удалили 95 % опухоли. К августу 2023 года она участвовала в клинических испытаниях иммунотерапии, и опухоль уменьшалась. 1 марта 2025 года дочь Лав сообщила в социальных сетях, что лечение больше не помогает справиться с опухолью, и семья «переходит от лечения к тому, чтобы наслаждаться [оставшимся] временем, проведённым с ней». Миа Лав умерла в своём доме 23 марта 2025 года в возрасте 49 лет.